# C9H9ClO2
化学式C9H9ClO2（摩尔质量：184.62 g/mol）可能指：
- 氯乙酸苄酯，CAS号：140-18-1
- 邻氯苯甲酸乙酯，CAS号：7335-25-3
- 间氯苯甲酸乙酯，CAS号：1128-76-3
- 对氯苯甲酸乙酯，CAS号：7335-27-5
- 4-甲氧基苯乙酰氯，CAS号：4693-91-8
- 苄氧基乙酰氯，CAS号：19810-31-2
- 4-氯甲基苯甲酸甲酯，CAS号：34040-64-7
- 2-(4-氯苯基)-1,3-二氧戊环，CAS号：2403-54-5
- 3-(2-氯苯基)丙酸，CAS号：1643-28-3

|  | 这个同类索引页列出了具有相同分子式的化学物（即同分異構體）条目。 除非您是有意链接至本页，否则应将相应条目的内部链接指向正确的条目。 |